# Biodiversidad del Perú

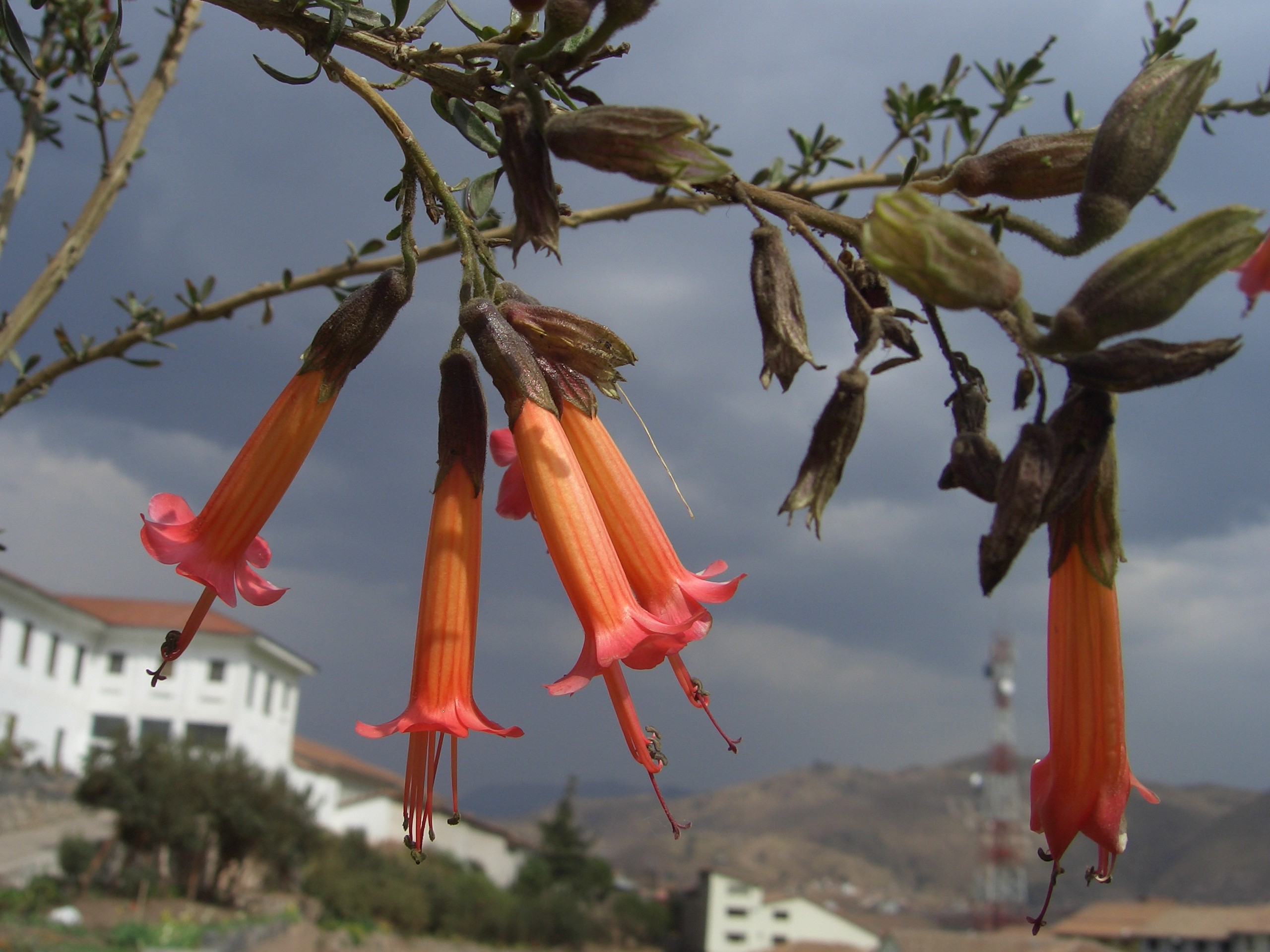
Flor de la Cantuta (Cantua buxifolia), flor nacional del Perú.

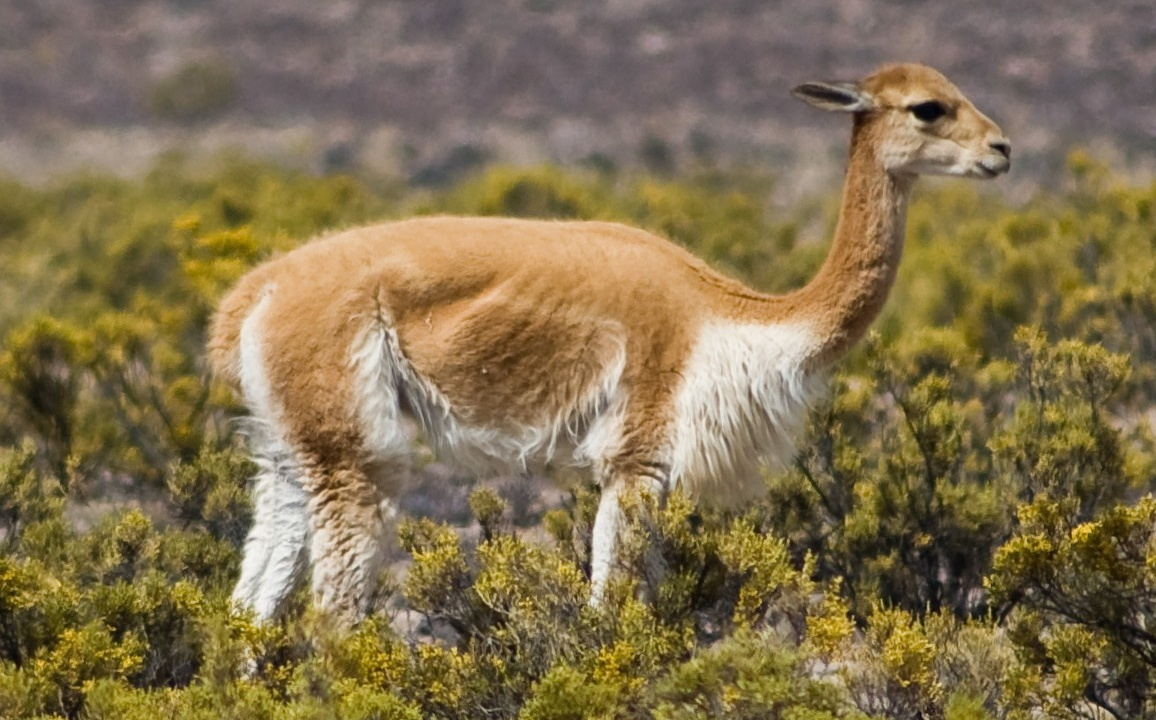
La vicuña (Vicugna vicugna), habitante representativo de la Sierra Sur.

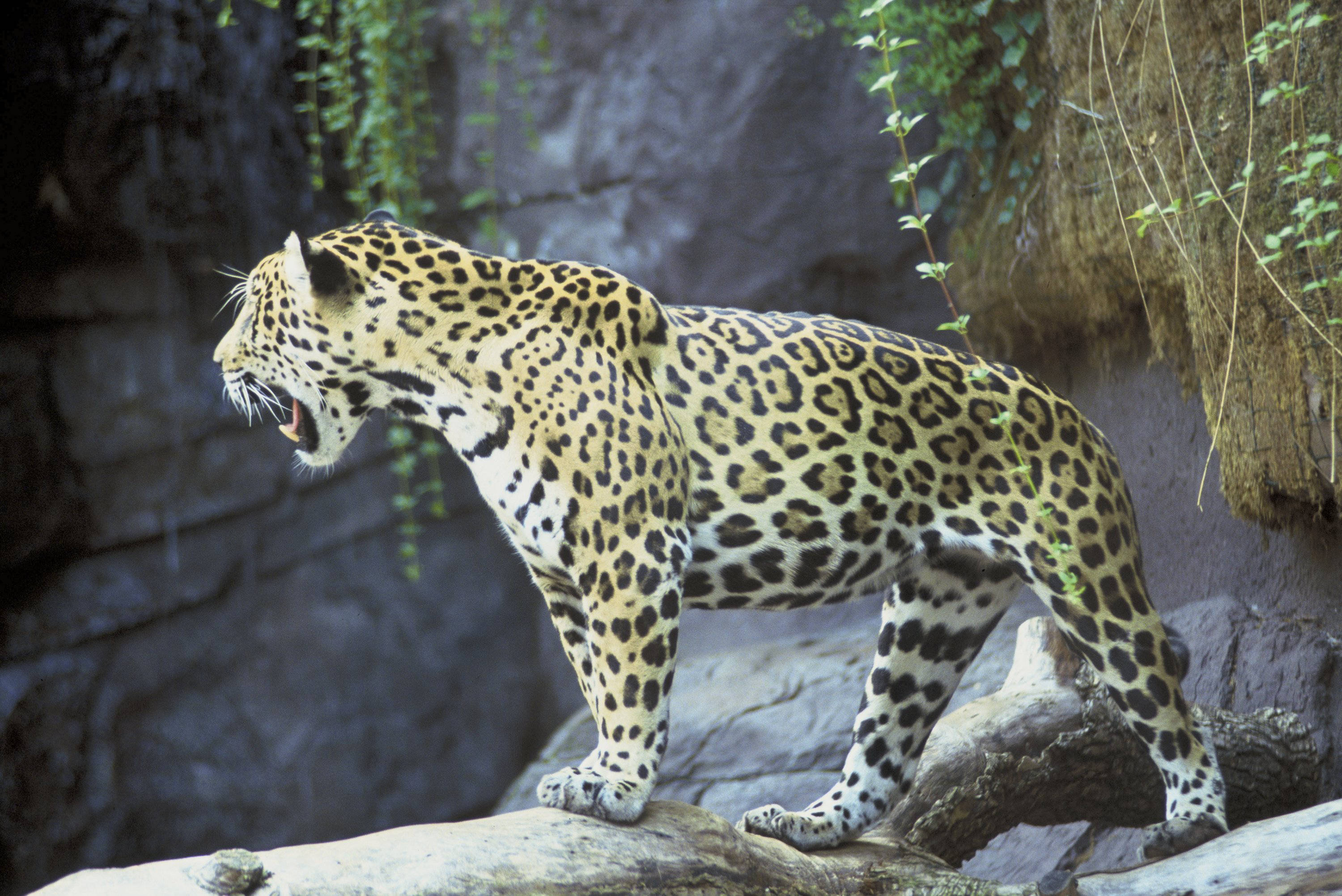
El jaguar (Panthera onca), habitante representativo de la Selva Baja.

La biodiversidad del Perú es bastante compleja y está caracterizada por una alta diversidad biológica debido a su particular relieve agreste, su gran diversidad de climas y su historia natural. El Perú es considerado uno de los países megadiversos, es decir, de los menos de veinte países con mayor biodiversidad del planeta. Además, contiene grandes índices de endemismo en múltiples y distintos clados únicos en el Mundo.

## Factores abióticos
El accidentado relieve y la particular historia natural del Perú ha causado que este sea un país megadiverso, con una gran variedad de ecosistemas y, consecuentemente, de flora y fauna.
Según WWF, los ecosistemas andinos más altos corresponden a la puna y el páramo. La Selva Amazónica peruana es el bioma más extendido del país (59% del territorio) así como el más biodiverso (en contraste al desierto costero y a las zonas altoandinas, que presentan una biota pobre) y se encuentra al oriente.
En cuanto al mar peruano, dos corrientes marinas contrarias caracterizan dos ecosistemas diferentes. Al norte, desde la latitud 3.2°S hasta la latitud 6°S, se presencia la Corriente del Niño o zona llamada del Mar cálido con una temperatura que oscila entre los 22 °C y 27 °C. Esta invade a la Corriente de Humboldt, la caracteriza la zona llamada del Mar frío y con temperaturas que oscilan entre los 14 °C y 19 °C.

## Biodiversidad
Aunque tradicionalmente se ha considerado que en el Perú hay tres regiones naturales (la costa, la sierra y la selva), lo cierto es que en su territorio se presentan 6 biomas terrestres diferentes y 3 biomas de agua dulce.

### Biodiversidad marina
Está influenciada por dos corrientes marinas principales:
- Corriente del Niño.
- Corriente de Humboldt o corriente peruana.

La primera corriente es cálida (24 °C promedio aprox.), baja en salinidad y pobre en nutrientes; posee peces como el mero, el pez espada, el marlín, el atún, el jurel, el langostino, el pez bonito, tortugas, variedades de tiburón, también presenta pez martillo; pez globo, anguilas (serpiente marina), Anchoveta , pota y en caso la presencia de ecosistemas como los manglares (ver, Piura y Tumbes), la presencia de moluscos como las conchas negras y otros manjares.
La segunda corriente marina es fría (17 °C promedio aprox), alta en salinidad y rica en nutrientes; abunda de peces y otros organismos de aguas propiamente frías como el lenguado, la corvina, el pejerrey, el jurel, la cojinova, la anchoveta, la sardina, la merluza, las conchas de "abanico", el calamar, el pulpo, los locos y otras especies de fondos rocosos.
El litoral de Sechura y el norte del departamento de Lambayeque se caracteriza por ser la región de la convergencia de ambas corrientes por ello esta zona tiene aguas templadas que oscilan entre 18 °C y los 24 °C (ni muy frías, ni muy cálidas) en donde se puede encontrar especies propias de aguas marinas templadas como el pez guitarra y la caballa.
Aunque las dos corrientes brindan de recursos innumerables y tiene presencia incluso mar adentro del litoral, la segunda corriente marina (la cual se manifiesta en la mayoría del litoral) es considerada como la de mayor importancia debido a que ella presenta la abundancia de plancton y se encuentra en la zona de amplitud del zócalo continental, la cual favorece a una mayor productividad y cantidad de recursos marinas, tal es el caso de la producción masiva de harina de pescado.

### Biodiversidad terrestre
A lo largo de la mayor parte de la costa se extiende el Desierto del Pacífico, un desierto costero de origen subtropical con algunas escasas zonas de vegetación especiales: las riberas de los 52 ríos (valle costeño), las lomas y los humedales (pantanos formados por filtración). En la costa norte, en cambio, así como los valles interandinos del Marañón y algunos afluentes, se extiende el bosque seco ecuatorial, un tipo de ecosistema intermedio entre el matorral xerófilo desértico y el bosque tropical.
En las desembocaduras de los ríos Tumbes y Piura -en menor medida- se extienden los manglares. En épocas pasadas estos ecosistemas habitaron todo el litoral desde Sechura hasta el departamento de Tumbes, incluso en la desembocadura del Río Chira (que ahora es aprovechado en proyectos de irrigación del bajo Piura). Los manglares, el bosque seco ecuatorial (ver Piura) y el bosque tropical del Pacífico (ver Tumbes), cobran vida con la llegada del fenómeno del Niño cada 7 a 9 años.
Subiendo a los Andes se extiende el bioma de matorral montano. Conforme se va ascendiendo la cordillera, el clima se torna más frío. Es un medio muy afectado y transformado por el trabajo del hombre. Según WWF, los ecosistemas andinos más altos corresponden a la puna y el páramo.
La Selva Amazónica peruana es el bioma más extendido del país (59% del territorio) así como el más biodiverso (en contraste al desierto costero y a las zonas altoandinas, que presentan una biota pobre) y se encuentra al oriente. Ésta se extiende tanto en el llano (selva baja) como en la montaña (selva alta). Dos ecosistemas que merecen destacarse aquí son el bosque de neblina al norte de los departamentos de Piura y Cajamarca. En el extremo oriental del País, a orillas del río Heath (MDD), se puede hallar una pequeña porción de sabana boscosa llamada de palmeras, el cual tiene gran extensión en Bolivia.
En los últimos años, la contaminación ambiental y la depredación de los recursos naturales ha llevado muchas especies al deterioro de diversos ecosistemas y a la situación de peligro de extinción para muchas especies muchas veces endémicas, como el guanaco, la vicuña, la pava aliblanca, el mono choro, el cocodrilo de Tumbes, etc.

## Ecorregiones del Perú
En el Perú se considera que hay 2 ecorregiones marinas y 9 terrestres, clasificación basada en el trabajo sobre provincias zoogeográficas del ecólogo peruano Brack Egg y son las siguientes:
| Tipo                | Número de Especies | Puesto en el Mundo (del total de declarantes) |
| ------------------- | ------------------ | --------------------------------------------- |
| Mamíferos           | 508                | 3.º                                           |
| Aves                | 1857               | 3.º                                           |
| Reptiles            | 469                | 5.º                                           |
| Anfibios            | 662                | 3.º                                           |
| Peces de Agua Dulce | 1300               | 3.º                                           |
| Angiospermas        | 25.000             | 4.º                                           |

| Ecorregión                       | Flora | Fauna |
| -------------------------------- | --- | --- |
| Mar Frío de la Corriente Peruana | Fitoplancton de los Géneros Endophyton, Ectocarpus, Goniotrichium.                                                       | Anchoveta (Engraulidae), Sardina, Guanay (Leucocarbo bougainvillii), Ballena Azul (Balaenoptera musculus).                                                                 |
| Mar Tropical                     | Mangle Dulce (Maytenus phyllanthoide), Mangle Colorado (Rhizophora mangle) y Algas de los géneros Monostrama y Gelidium. | Cachalote (Physeter macrocephalus), Concha Negra (Anadara tuberculosa), Petrel Gigante (Macronectes giganteus), Pez Espada (Xiphias gladius), Ave Fragata (Fregata spp.).  |
| Desierto costero                 | Es pecies de los géneros Tillandsia, Prosopis, Carica.                                                                   | Venado Gris (Odocoileus virginianus), Zorro (Lycalopex spp.), Cernícalo (Falco sp.), Jergón de Costa (Bothrops sp.)                                                        |
| Bosque seco ecuatorial           | Guayacán (Tabebuia spp.), Hualtaco (Loxopterigium huasango), Ceibo (Ceiba trichistandra), Algarrobo (Prosopis pallida).  | Zorro de Sechura (Lycalpex sechurae), Chilalo (Furnarius cinnamomeus), Venado Colorado (Odocoileus peruvianus'), Pacaso (Iguana iguana).                                   |
| Bosque tropical del Pacífico     | Géneros Alseis, Centrolobium, Cedrela.                                                                                   | Hurón (Mustela spp.), Mono Aullador del Pacífico (Alouatta palliata), Armadillo (Dasypodidae), Águila Negra (Spizaetus tyrannus), Cocodrilo Americano (Crocodylus acutus). |
| Serranía esteparia               | Gigantón (Neoraimondia arequipensis), Mito (Vasconcella candicans), Tola (Parastrephia quadrangularis).                  | Puma (Puma concolor), Halcón Peregrino (Falco peregrinus), Vizcacha (Lagidium spp.)                                                                                        |
| Puna                             | Polylepis spp., Puya spp., Yareta (Azorella compacta).                                                                   | Vicuña (Vicugna vicugna), Cóndor (Vultur gryphus), Puma (Puma concolor), Suri (Rhea pennata), Taruca (Hippocamelus antisensis).                                            |
| Páramo                           | Especies del géneros Diplostephium, Calamagrostis.                                                                       | Pinchaque (Tapirus pinchaque), Picaflor Gigante (Patagona gigas), Jambato (Atelopus spp.)                                                                                  |
| Yungas                           | Géneros Podocarpus, Heliconia, Chusquea                                                                                  | Ucumari (Tremarctos ornatus), Gallito de las Rocas (Rupicola peruvianus), Jergón (Bothrops sp.).                                                                           |
| Amazonía                         | Lupuna (Ceiba pentandra), Caoba (Swietenia spp.), Castaño (Bertholletia excelsa)                                         | Jaguar (Panthera onca), Guacamayo (Ara spp.), Yacumama (Eunectes murinus)                                                                                                  |
| Sabana de palmeras               | Aguaje (Mauritia flexuosa), Géneros Jessenia, Tabebuia                                                                   | Lobo de Crin (Chrysocyon brachyurus), Tucán (Ramphastidae), Ciervo de los Pantanos (Blastocerus dichotomus), Oso Hormiguero Bandera (Myrmecophaga tridactyla).             |

### Ecorregiones del Perú según el WWF
Según el WWF, en el Perú encontramos los biomas o ecosistemas de manglar, selva, bosque seco, sabana, pradera y matorral de montaña y desierto, distribuidos entre las siguientes ecorregiones:

#### Ecorregiones de manglares del Perú
- Manglares del Golfo de Guayaquil (Tumbes)
- Manglares de Piura

#### Ecorregiones de selvas del Perú

##### Selvas montanas
- Selva montana oriental de la Cordillera Real (Colombia, Ecuador, Perú)
- Yunga peruana
- Yunga boliviana (Perú y Bolivia)

##### Selvas de planicie
- Selva del Napo (Ecuador, Colombia y Perú)
- Bosques húmedos de Solimões-Japurá

(Colombia, Brasil, Perú)
- Selva amazónica suroccidental (Perú, Brasil y Bolivia)
- Bosques húmedos del Ucayali

(Perú)

##### Selvas inundables
- Selva inundable de Iquitos (Brasil, Perú y Bolivia)
- Selva inundable del Purús (Brasil, Colombia, Perú)

#### Ecorregiones de bosques secos del Perú
- Bosque seco de Tumbes-Piura (Ecuador y Perú)
- Bosque seco del Marañón

(Perú)

#### Ecorregión de sabana del Perú
- Sabana del Beni (Bolivia y Perú)

#### Ecorregiones de pradera y matorral de montaña
- Páramo de la Cordillera Central (Perú y Ecuador)

Puna húmeda (Bolivia, Perú)
- Puna semi-húmeda (Argentina, Bolivia, Perú)

#### Ecorregión de desierto del Perú
- Desierto costero del Perú (Perú y norte de Chile)

### Ecorregiones dulciacuícolas del Perú
- Ecorregión de Río Amazonas y Planicies Inundables (Brasil y Perú)
- Ecosistemas de Agua Dulce Amazónicos de Varzea e Igapó (Brasil, Perú, Colombia y Venezuela)
- Lagos Altoandinos (Chile, Bolivia, Argentina y Perú)
- Ríos y Corrientes del Alto Amazonas y Llanuras del Orinoco (Ecuador, Perú, Venezuela, Colombia, Brasil y Bolivia)

Ecosistemas del Perú:
- Selva amazónica (su flora y fauna únicas).
- Costa (desiertos, manglares y humedales).
- Andes (páramos, puna y valles interandinos).